# Diamant noir
Diamant noir es el nombre de una película francesa dirigida por Arthur Harari en 2016. La película estuvo protagonizada por Niels Schneider.

## Sinopsis
Pier Ulmann vive en París entre problemas y pequeños robos a cuenta de Rashid, su única "familia". Un día su padre es encontrado muerto en la calle, oveja negra de una gran familia de diamantistas de Amberes. No le deja nada aparte del rechazo de los Ullmann y una sed amarga de venganza. Por invitación de su primo Gabi, Pier va a Amberes para renovar las oficinas de la prestigiosa firma Ullmann. Aconsejado por Rashid acude para conocer la situación y aprovecharse de ella.

## Reparto
- Niels Schneider como Pier Ulmann.
- August Diehl como Gabi Ulmann.
- Hans-Peter Cloos como Joseph Ulmann.
- Abdel Hafed Benotman como Rachid.
- Raphaële Godin como Luisa.
- Raghunath Manet como Vijay Sha Gopal.
- Jos Verbist como Rick De Vries.
- Guillaume Verdier como Kevin.
- Hilde Van Mieghem como Olga.